# بونتی کیلر
بونتی کیلر (انگلیسی: Bounty Killer؛ زادهٔ ۱۲ ژوئن ۱۹۷۲) خواننده اهل جامائیکا است. وی از سال ۱۹۹۲ میلادی تاکنون مشغول فعالیت بوده‌است.